# Saint-Cyprien-sur-Dourdou
Saint-Cyprien-sur-Dourdou is een plaats en voormalige gemeente in het departement Aveyron in Frankrijk. De plaats maakt deel uit van het arrondissement Rodez en, sinds op 22 maart het kanton Conques werd opgeheven, van het kanton Lot et Dourdou. De gemeente fuseerde op 1 januari 2016 met Conques, Noailhac en Grand-Vabre tot de commune nouvelle Conques-en-Rouergue.

## Geografie
De oppervlakte van Saint-Cyprien-sur-Dourdou bedraagt 29,9 km², de bevolkingsdichtheid is 26,6 inwoners per km².
De onderstaande kaart toont de ligging van Saint-Cyprien-sur-Dourdou met de belangrijkste infrastructuur en aangrenzende gemeenten.

## Demografie
Onderstaande figuur toont het verloop van het inwonertal (bron: INSEE-tellingen).

Vanwege een beveiligingsprobleem met de MediaWiki Graph-software is het momenteel niet mogelijk deze grafiek weer te geven. Zodra de software is bijgewerkt zal de grafiek vanzelf weer zichtbaar worden.